# Dianthus elongatus
Dianthus elongatus — вид квіткових рослин родини гвоздикових (Caryophyllaceae).

## Поширення
Україна.
В Україні вид росте в Лісостепу (південь), Степу, Донецькому Злаково-Лучному Степу та Криму (переважно Тарханкутський і Керченський півострови).